# Ziemia Gorzowska
„Ziemia Gorzowska” – regionalny tygodnik wydawany w Gorzowie Wielkopolskim w latach 1980–2009.
Gazeta powstała 8 lutego 1980 roku. Wydawana była w kolorze, na kilkunastu stronach. Oprócz lokalnych wiadomości często publikowano wywiady ze znanymi osobami lub historie o nich. „Ziemia Gorzowska” obejmowała również patronat medialny nad lokalnymi wydarzeniami sportowymi.
Pod koniec działalności spółka wydająca gazetę popadła w kłopoty finansowe. W 2005 r. drukarnia odmówiła druku jednego z wydań gazety z powodu niezapłaconych należności. Tygodnik wspierali m.in. gorzowska Wyższa Szkoła Biznesu oraz starostwo powiatowe. Upadającemu wydawnictwu pomagała również radna Grażyna Wojciechowska (kandydująca wówczas do Senatu). Działalność tygodnika została zawieszona 1 września 2009 r., po niecałych 30 latach istnienia.

## Redaktorzy naczelni
- 1980-1982: Stefan Wachnowski[4]
- 1984-1987: Bronisław Słomka[5]
- 1991-2002: Jerzy Zasnarski[6]
- 2003: Bronisław Słomka
- Hanna Kaup